# Amesbury Archer
Amesbury Archer är liket av en man från äldre bronsåldern (omkr 2300 f.Kr.), vars kvarlevor hittades 2002 i Amesbury, en liten ort cirka 5 km från Stonehenge. I mannens grav hittades lämningar efter en långbåge vilket är skälet till namnet. I övrigt är graven en av de rikare gravarna man funnit i området med bland annat guldföremål.